# Le diete di Bugs Bunny
Le diete di Bugs Bunny (Bugs Bunny's Thanksgiving Diet) è uno speciale televisivo d'animazione dei Looney Tunes, trasmesso sulla CBS il 15 novembre 1979. Lo speciale è composto da spezzoni di undici cortometraggi Looney Tunes e Merrie Melodies (di cui due presentati quasi integralmente) con alcune scene ridoppiate e uniti da sequenze di raccordo dirette da 
David Detiege per la DePatie-Freleng Enterprises.

## Trama
Bugs Bunny è un dietista che, alle porte del giorno del ringraziamento, si ritrova pieno di lavoro. Dopo aver consigliato a Porky Pig una dieta di due carote al giorno, riceve la coniglietta obesa Millicent a cui spiega i benefici delle carote e dell'attività fisica raccontandole una vicenda che l'ha visto opporsi a Yosemite Sam, e la informa su come l'ossessione per il cibo possa avere origine dalla carenza di affetto come accade a Willy il Coyote. La visita viene interrotta dal caso d'emergenza di Silvestro, tormentato dal desiderio di mangiare Titti. Bugs gli consiglia di mangiare invece del pesce ma, avendo difficoltà anche ad aprire una scatoletta di tonno a causa dei dispetti di un topo, Silvestro si converte alla pastasciutta.
Tornato ad occuparsi di Millicent, Bugs le spiega che è scorretto sia fissarsi su un solo genere di cibo sia mangiare qualunque cosa, facendole l'esempio del Diavolo della Tasmania la cui ingordigia lo aveva portato ad essere picchiato dalla moglie. La vicenda però non fa che convincere Millicent che il suo desiderio di mangiare è dovuto al suo bisogno d'amore e inizia a inseguire Bugs, il quale le porta un tacchino ripieno per calmarla. Tempo dopo, Bugs riceve la visita di un'attraente e snella coniglietta che gli dice di non riuscire a smettere di mangiare perché nella sua vita manca qualcosa, e Bugs è ben felice di aiutarla.

## Cortometraggi utilizzati
I cortometraggi utilizzati per produrre lo speciale sono, nell'ordine:
- Festa a sorpresa (1951)
- Vieni, guarda e vinci (1954)
- Forza telecomandata (1955)
- Zip zip urrà! (1965)
- Beep, Beep (1952)
- Sogni alati (1959)
- Silvestro il moralista (1957)
- Silvestro mentegatto (1964)
- Cibo in scatola (1951)
- Una bella crociera (1960)
- Il coniglio goloso (1957)

## Personaggi e doppiatori
| Personaggio            | Doppiatore originale |
| ---------------------- | -------------------- |
| Bugs Bunny             | Mel Blanc            |
| Porky Pig              | Mel Blanc            |
| Silvestro              | Mel Blanc            |
| Yosemite Sam           | Mel Blanc            |
| Titti                  | Mel Blanc            |
| Diavolo della Tasmania | Mel Blanc            |
| Millicent              | June Foray           |
| Coniglietta            | June Foray           |

## Edizioni home video
Lo speciale fu distribuito in VHS in America del Nord nel 1991. Fu poi inserito nel DVD-Video Looney Tunes: Holiday Triple Feature, uscito in America del Nord il 1º settembre 2020, accorpato allo speciale Daffy Duck's Thanks-for-Giving Special per formarne uno intitolato A Looney Tunes Thanksgiving.